# Volley 2002 Forlì 2006-2007
Questa voce raccoglie le informazioni riguardanti il Volley 2002 Forlì nelle competizioni ufficiali della stagione 2006-2007.

## Stagione
La stagione 2006-07 è per il Volley 2002 Forlì, sponsorizzata dalla Tecnomec, la quinta consecutiva in Serie A1; viene confermato l'allenatore, Davide Baraldi, sostituito a campionato in corso prima da Giovanni Volpicella e poi da Daniele Berselli, mentre la rosa è sostanzialmente confermata con le partenze di Kenny Moreno, Valeria Rosso e Rachele Sangiuliano e gli arrivi di Natalia Brussa, Alessandra Crozzolin, Gisele Florentino e Mira Topić: tra le confermate Cornelia Dumler, Ilaria Garzaro e Cristina Vecchi.
Il campionato si apre con quattro sconfitte consecutive: la prima vittoria arriva alla quinta giornata, in trasferta, contro il River Volley, seguita da un successo nella giornata successiva contro il Jogging Volley Altamura, entrambi per 3-2: il girone di andata di conclude poi con tutte gare perse che portano il club di Forlì all'ultimo posto in classifica, non utile per essere ripescato in Coppa Italia. La situazione non cambia neanche nel girone di ritorno, dove la squadra riesce a vincere soltanto due partite, rimanendo ancora all'ultimo posto, condannandola alla retrocessione in Serie A2 al termine della regular season.
Tutte le squadre partecipanti alla Serie A1 2006-07 sono di diritto qualificate alla Coppa Italia: il Volley 2002 Forlì chiude la prima fase a gironi al terzo posto nel proprio raggruppamento, venendo eliminato; non potrà neanche beneficiare del ripescaggio visto l'ultimo posto in classifica al termine del girone di andata del campionato.

## Organigramma societario
Area direttiva
- Presidente: Giuseppe Camorani

Area tecnica
- Allenatore: Davide Baraldi (fino al 22 gennaio 2007), Giovanni Volpicella (dal 22 gennaio 2007 al 28 marzo 2007), Daniele Berselli (dal 28 marzo 2006)
- Allenatore in seconda: Omar Ben Hamouda (dal 6 dicembre 2006)
- Scout man: Enrico Vetricini, Sara Zampilli

Area sanitaria
- Medico: Giampiero Valgimigli
- Preparatore atletico: Paolo Turroni
- Fisioterapista: Anna Strada

## Rosa
| N° | Nome                 | Ruolo | Data di nascita   | Nazionalità sportiva |
| -- | -------------------- | ----- | ----------------- | -------------------- |
| 2  | Giulia Argnani       | S     | -                 | Italia               |
| 2  | Milena Stacchiotti   | C     | 5 gennaio 1985    | Italia               |
| 3  | Ilaria Garzaro       | C     | 29 settembre 1989 | Italia               |
| 3  | Michela Ghetti       | S     | -                 | Italia               |
| 4  | Tania Poli           | S     | 15 ottobre 1978   | Italia               |
| 5  | Natalia Brussa       | S/O   | 13 febbraio 1985  | Argentina            |
| 6  | Manuela Caponi       | C     | 20 luglio 1979    | Italia               |
| 6  | Elena Saporetti      | S     | -                 | Italia               |
| 7  | Gisele Florentino    | P     | 1º agosto 1973    | Brasile              |
| 8  | Cornelia Dumler      | S     | 22 gennaio 1981   | Germania             |
| 9  | Cristina Vecchi      | L     | 29 marzo 1983     | Italia               |
| 10 | Monique Adams        | S     | 7 febbraio 1970   | Stati Uniti          |
| 11 | Mia Jerkov           | S/O   | 5 dicembre 1982   | Croazia              |
| 12 | Martina Lombardi     | L     | 4 agosto 1989     | Italia               |
| 13 | Caterina Sintoni     | P     | 28 ottobre 1982   | Italia               |
| 15 | Alessandra Crozzolin | C     | 8 dicembre 1977   | Italia               |
| 17 | Mira Topić           | S     | 2 giugno 1983     | Croazia              |

## Mercato
| Acquisti | Acquisti             | Acquisti       | Acquisti   |
| R.       | Nome                 | da             | Modalità   |
| -------- | -------------------- | -------------- | ---------- |
| S        | Monique Adams        | Vicenza        | definitivo |
| S        | Giulia Argnani       | ?              | definitivo |
| S/O      | Natalia Brussa       | Sacrata        | definitivo |
| C        | Alessandra Crozzolin | Vicenza        | definitivo |
| P        | Gisele Florentino    | RC Cannes      | definitivo |
| S        | Michela Ghetti       | ?              | definitivo |
| S/O      | Mia Jerkov           | Vicenza        | definitivo |
| S        | Elena Saporetti      | ?              | definitivo |
| P        | Caterina Sintoni     | Flero          | definitivo |
| C        | Milena Stacchiotti   | Collecchio     | definitivo |
| S        | Mira Topić           | Rapid Bucarest | definitivo |

| Cessioni | Cessioni            | Cessioni        | Cessioni   |
| R.       | Nome                | a               | Modalità   |
| -------- | ------------------- | --------------- | ---------- |
| C        | Manuela Caponi      | Vicenza         | definitivo |
| S/O      | Kenny Moreno        | JT Marvelous    | definitivo |
| S/O      | Sonja Percan        | River           | definitivo |
| P        | Alessandra Petrucci | Jenco Viareggio | definitivo |
| C        | Valeria Rosso       | Club Padova     | definitivo |
| P        | Rachele Sangiuliano | Club Padova     | definitivo |

## Risultati

### Serie A1

#### Girone di andata
| 1ª giornata - 26 novembre 2006 PalaTriccoli, Jesi                 | Giannino Pieralisi | 3 - 0 | Forlì             | 25-14, 25-19, 25-21               |
| 2ª giornata - 3 dicembre 2006 PalaGalassi, Forlì                  | Forlì              | 1 - 3 | Bergamo           | 19-25, 19-25, 25-23, 20-25        |
| 3ª giornata - 10 dicembre 2006 PalaGalassi, Forlì                 | Forlì              | 0 - 3 | Asystel           | 12-25, 18-25, 18-25               |
| 4ª giornata - 17 dicembre 2006 PalaMaddalene, Chieri              | Chieri             | 3 - 2 | Forlì             | 21-25, 25-11, 25-16, 19-25, 15-11 |
| 5ª giornata - 30 dicembre 2006 PalaFranzanti, Piacenza            | River              | 2 - 3 | Forlì             | 25-27, 25-16, 20-25, 25-15, 9-15  |
| 6ª giornata - 7 gennaio 2007 PalaGalassi, Forlì                   | Forlì              | 3 - 2 | Altamura          | 25-21, 25-15, 23-25, 24-26, 15-13 |
| 7ª giornata - 14 gennaio 2007 PalaArcella, Padova                 | Club Padova        | 3 - 0 | Forlì             | 25-19, 25-19, 25-20               |
| 8ª giornata - 20 gennaio 2007 PalaGalassi, Forlì                  | Forlì              | 0 - 3 | Sirio Perugia     | 19-25, 17-25, 15-25               |
| 9ª giornata - 28 gennaio 2007 Palasport Città di Vicenza, Vicenza | Vicenza            | 3 - 1 | Forlì             | 23-25, 25-16, 27-25, 25-16        |
| 10ª giornata - 3 febbraio 2007 PalaGalassi, Forlì                 | Forlì              | 0 - 3 | Robursport Pesaro | 14-25, 20-25, 20-25               |
| 11ª giornata - 10 febbraio 2007 PalaCooper, Santeramo in Colle    | Santeramo          | 3 - 1 | Forlì             | 25-21, 19-25, 25-18, 25-23        |

#### Girone di ritorno
| 12ª giornata - 18 febbraio 2007 PalaGalassi, Forlì                | Forlì             | 0 - 3 | Giannino Pieralisi | 19-25, 16-25, 20-25               |
| 13ª giornata - 25 febbraio 2007 PalaNorda, Bergamo                | Bergamo           | 3 - 0 | Forlì              | 25-19, 25-22, 25-21               |
| 14ª giornata - 10 marzo 2007 PalaDalLago, Novara                  | Asystel           | 3 - 0 | Forlì              | 25-19, 25-18, 25-20               |
| 15ª giornata - 18 marzo 2007 PalaGalassi, Forlì                   | Forlì             | 1 - 3 | Chieri             | 26-24, 28-30, 19-25, 21-25        |
| 16ª giornata - 25 marzo 2007 PalaGalassi, Forlì                   | Forlì             | 1 - 3 | River              | 25-20, 18-25, 16-25, 20-25        |
| 17ª giornata - 7 aprile 2007 PalaBaldassarra, Altamura            | Altamura          | 3 - 0 | Forlì              | 25-23, 25-17, 25-20               |
| 18ª giornata - 15 aprile 2007 PalaGalassi, Forlì                  | Forlì             | 0 - 3 | Club Padova        | 20-25, 19-25, 24-26               |
| 19ª giornata - 22 aprile 2007 PalaEvangelisti, Perugia            | Sirio Perugia     | 3 - 0 | Forlì              | 25-23, 25-18, 25-22               |
| 20ª giornata - 25 aprile 2007 PalaGalassi, Forlì                  | Forlì             | 3 - 2 | Vicenza            | 20-25, 20-25, 25-23, 25-13, 15-8  |
| 21ª giornata - 28 aprile 2007 PalaDionigi, Sant'Angelo in Lizzola | Robursport Pesaro | 3 - 0 | Forlì              | 25-21, 25-21, 25-12               |
| 22ª giornata - 6 maggio 2007 PalaGalassi, Forlì                   | Forlì             | 3 - 2 | Santeramo          | 25-15, 22-25, 24-26, 25-15, 15-10 |

### Coppa Italia

#### Fase a gironi
| 1ª giornata - 1º ottobre 2006 PalaMadonnina, Cesenatico           | Forlì             | 2 - 3 | Robursport Pesaro | 15-25, 27-25, 26-24, 19-25, 10-15 |
| 2ª giornata - 8 ottobre 2006 Centro Sport Palladio, Vicenza       | Vicenza           | 3 - 1 | Forlì             | 23-25, 25-16, 25-14, 25-21        |
| 3ª giornata - 15 ottobre 2006 PalaArcella                         | Club Padova       | 3 - 1 | Forlì             | 25-16, 22-25, 25-22, 26-24        |
| 4ª giornata - 22 ottobre 2006 PalaGalassi, Forlì                  | Forlì             | 1 - 3 | Vicenza           | 25-27, 22-25, 25-23, 21-25        |
| 5ª giornata - 29 ottobre 2006 PalaDionigi, Sant'Angelo in Lizzola | Robursport Pesaro | 1 - 3 | Forlì             | 25-12, 19-25, 21-25, 23-25        |
| 6ª giornata - 5 novembre 2006 PalaGalassi, Forlì                  | Forlì             | 3 - 0 | Club Padova       | 25-16, 25-21, 25-20               |

## Statistiche

### Statistiche di squadra
| Competizione | Punti | In casa | In casa | In casa | In trasferta | In trasferta | In trasferta | Totale | Totale | Totale |
| Competizione | Punti | G       | V       | P       | G            | V            | P            | G      | V      | P      |
| ------------ | ----- | ------- | ------- | ------- | ------------ | ------------ | ------------ | ------ | ------ | ------ |
| Serie A1     | 9     | 11      | 3       | 8       | 11           | 1            | 10           | 22     | 4      | 18     |
| Coppa Italia | 7     | 3       | 1       | 2       | 3            | 1            | 2            | 6      | 2      | 4      |
| Totale       | -     | 14      | 4       | 10      | 14           | 2            | 12           | 28     | 6      | 22     |

G = partite giocate; V = partite vinte; P = partite perse

### Statistiche dei giocatori
| Giocatore      | Serie A1 | Serie A1 | Serie A1 | Serie A1 | Serie A1 | Coppa Italia | Coppa Italia | Coppa Italia | Coppa Italia | Coppa Italia | Totale | Totale | Totale | Totale | Totale |
| Giocatore      | P        | PT       | AV       | MV       | BV       | P            | PT           | AV           | MV           | BV           | P      | PT     | AV     | MV     | BV     |
| -------------- | -------- | -------- | -------- | -------- | -------- | ------------ | ------------ | ------------ | ------------ | ------------ | ------ | ------ | ------ | ------ | ------ |
| M. Adams       | 6        | 18       | 18       | 0        | 0        | -            | -            | -            | -            | -            | 6      | 18     | 18     | 0      | 0      |
| G. Argnani     | -        | -        | -        | -        | -        | 0            | 0            | 0            | 0            | 0            | 0      | 0      | 0      | 0      | 0      |
| N. Brussa      | 20       | 288      | 253      | 20       | 15       | 5            | 74           | 65           | 5            | 4            | 25     | 362    | 318    | 25     | 19     |
| M. Caponi      | 11       | 48       | 38       | 6        | 4        | 5            | 65           | 55           | 7            | 3            | 16     | 113    | 93     | 13     | 7      |
| A. Crozzolin   | 22       | 119      | 90       | 28       | 1        | 6            | 6            | 2            | 4            | 0            | 28     | 125    | 92     | 32     | 1      |
| C. Dumler      | 22       | 141      | 118      | 13       | 10       | -            | -            | -            | -            | -            | 22     | 141    | 118    | 13     | 10     |
| G. Florentino  | 22       | 63       | 37       | 21       | 5        | 6            | 15           | 12           | 2            | 1            | 28     | 78     | 49     | 23     | 6      |
| I. Garzaro     | 21       | 179      | 131      | 31       | 17       | 6            | 70           | 43           | 19           | 8            | 27     | 249    | 174    | 50     | 25     |
| M. Ghetti      | -        | -        | -        | -        | -        | 0            | 0            | 0            | 0            | 0            | 0      | 0      | 0      | 0      | 0      |
| M. Jerkov      | 8        | 126      | 111      | 11       | 4        | -            | -            | -            | -            | -            | 8      | 126    | 111    | 11     | 4      |
| M. Lombardi    | 3        | 0        | 0        | 0        | 0        | 4            | 0            | 0            | 0            | 0            | 7      | 0      | 0      | 0      | 0      |
| T. Poli        | 14       | 73       | 66       | 5        | 2        | 6            | 77           | 69           | 6            | 2            | 20     | 150    | 135    | 11     | 4      |
| E. Saporetti   | -        | -        | -        | -        | -        | 0            | 0            | 0            | 0            | 0            | 0      | 0      | 0      | 0      | 0      |
| C. Sintoni     | 15       | 0        | 0        | 0        | 0        | 5            | 5            | 2            | 2            | 1            | 20     | 5      | 2      | 2      | 1      |
| M. Stacchiotti | 14       | 28       | 19       | 7        | 2        | 6            | 46           | 28           | 15           | 3            | 20     | 74     | 47     | 22     | 5      |
| M. Topić       | 17       | 100      | 87       | 11       | 2        | -            | -            | -            | -            | -            | 17     | 100    | 87     | 11     | 2      |
| C. Vecchi      | 22       | 1        | 0        | 1        | 0        | 6            | 7            | 6            | 1            | 0            | 28     | 8      | 6      | 2      | 0      |

P = presenze; PT = punti totali; AV = attacchi vincenti; MV = muri vincenti; BV = battute vincenti